# Băltenii de Jos, Tulcea
Băltenii de Jos (în trecut Carasuhatu de Jos) este un sat în comuna Beștepe din județul Tulcea, Dobrogea, România. Se află în Delta Dunării, pe malul nordic al brațului Sfântu Gheorghe.